# 12のスペイン舞曲
『12のスペイン舞曲』（スペイン語: Doce danzas españolas）または『スペイン舞曲集』（スペイン語: Danzas españolas）作品37は、エンリケ・グラナドスが1892年から1900年にかけて作曲したピアノ曲集である。
1892年から1895年にかけ、バルセロナのプホール (Pujol) 社から3曲ずつ4巻に分けて出版された。民謡そのものを使うのではなくスペイン音楽に典型的な特徴を自身の音楽語法に昇華しており、時期の近いピアノ曲『旋律のアルバム』(Álbum de Melodías, París 1888) と比べて長足の進歩がみられ、「グラナドスの最初の傑作」と評される。この作品はマスネ、サン＝サーンス、グリーグ、ツェーザリ・キュイに称賛されており、マスネはグラナドスを、スペインにおけるグリーグに相当する存在と評した。ピアニストであったグラナドス自身も複数回演奏会で取り上げ、2、5、7、10番をピアノロールや蝋管に録音している。

## 楽曲構成
ほぼ全曲が三部形式をとる。曲集のなかでは、悲しみと物憂さをもって進むうち劇性と輝かしさが加わる第5曲「アンダルーサ」がとくによく知られている。各曲の題名のうち、グラナドス自身が付けたのは第4曲のみであり、残りは曲集が人気を博し様々な形態で取り上げられるのに伴って、グラナドスの没後に呼ばれるようになったものである。
- 第1番 ガランテ (Galante) または メヌエット
- 第2番 オリエンタル (Oriental)
- 第3番 ファンダンゴ または ガリシア舞曲
- 第4番 ビリャネスカ (Villanesca)
- 第5番 アンダルーサ (Andaluza) または プライエラ (Playera)
- 第6番 ロンダーリャ・アラゴネーサ (Rondalla aragonesa)
- 第7番 ヴァレンシアーナ (Valenciana) または カレセーラ
- 第8番 サルダーナ (Sardana)
- 第9番 マズルカ または ロマンティカ (Romántica)
- 第10番 悲しき舞曲 または メランコリカ (Melancólica)
- 第11番 アラベスカ (Arabesca) または ザンブラ (Zambra)
- 第12番 ボレロ または アラベスカ

1983年のスペイン映画『エル・スール』で用いられた。ギターなどピアノ以外の楽器でも演奏され、例えば「アンダルーサ」の編曲はアンドレス・セゴビアの特に人気のあるレパートリーだった。